# Threnetes ruckeri
Threnetes ruckeri là một loài chim trong họ Chim ruồi.